# Sanjida Islam Choya
Sanjida Islam Choya, bengalí: সানজিদা ইসলাম ছোঁয়া, (Mymensingh, Bangladés, siglo XXI) es una activista bangladesí, defensora de los derechos de las mujeres y las niñas, que lucha contra el matrimonio infantil. Fue incluida en la lista 100 mujeres BBC en 2022.

## Trayectoria
Choya es hija de Liza Akhter, una mujer que fue obligada a casarse siendo muy joven. En 2014, mientras estudiaba en la escuela secundaria Nandail Pilot Girls High School en la ciudad de Mymensingh, participó en un foro infantil sobre los derechos del niño. Tres compañeros la informaron que los padres de una alumna de la escuela habían organizado su boda. Choya decidió alzar la voz contra esta tradición, acudió a la ONU y a la policía, y juntos fueron a la casa de la niña y lograron cancelar su matrimonio.
Desde que ingresó a la universidad, ha promovido la investigación en esta área. Se unió con seis amigos para denunciar ante la organización Glashoforing los intentos de matrimonio infantil y, de esta forma, han impedido 50 matrimonios infantiles.

## Reconocimientos
En 2022, Choya fue incluida en la lista de la BBC de las 100 mujeres más inspiradoras del mundo.